# Lista de movimentos de dança

## Apple-Jack
O apple-Jack é um passo de dança no lugar, com pé torcido e o peso no calcanhar.

## Ball-change
O ball-change (literalmente troca da bola do pé) é um movimento em que o dançarino transfere o peso da parte frontal de um pé para o outro. Usado principalmente no jazz e jive.

## Básico (passo / figura / movimento / padrão)
Um passo básico é a base que define o caráter e o ritmo da uma dança; Para algumas danças basta executar o básico em diferentes pegadas e posições de dança para aproveitá-lo socialmente.

## Box-step

Etapa da caixa

O box step (literalmente passo da caixa) é uma figura de dança chamada assim porque os passos repousam nos quatro cantos de um quadrado. É usado, por exemplo, em danças de salão de estilo americano:rumba e, do programa internacional bronze do foxtrot, mais a valsa e bachata. O líder começa com o pé esquerdo e prossegue da seguinte forma.
Primeira meia-caixa : frente-lado-junto
Segunda meia-caixa : Versos juntos
Cada passo é com transferência de peso total. Durante o segundo e quarto passo, é aconselhável que o pé percorra os dois lados da caixa, em vez de sua diagonal.
O ritmo varia, por exemplo, é "1-2-3,4-5-6" na Valsa e "lento rápido rápido, lento rápido rápido" na Rumba.

## Chaînés / giros chainé
O chaînés pronúncia em francês: [ʃɛne]; plural 'chained'; literalmente "acorrentado") uma série de voltas rápidas, que inicia na segunda posição indo para a primeira posição alternando em pés chatos ou em relevé com progressão ao longo de uma linha reta ou círculo.

## Chassé
Chassé (francês, "perseguir") é um passo de dança com um padrão de passo triplo usado em muitas formas de dança. É um deslizar, passo com os pés seguindo um padrão passo a passo. O tempo de duração dos passos variam de dança para dança.

## Mudança fechada
O closed change (literalmente mudança fechada) é um passo básico na valsa, onde o condutor avança com qualquer um dos pés enquanto a acompanhante recua com o pé oposto (por exemplo: o líder avança com o pé direito enquanto a senhora recua com o esquerdo). Eles então darão um passo para o lado com o outro pé e concluirão a figura fechando o primeiro pé ao lado do segundo (especificando o nome "fechado"). Cada passo ocupa uma batida completa da música.

## Trela transversal
O cross-body lead ou cross-lead (literalmente liderança cruzada) é um movimento comum e útil em danças latinas, como salsa, mambo, rumba e cha-cha-cha. Basicamente, o condutor nas contagens 2 e 3 de seu passo básico (assumindo que dança no 1) faz um quarto de volta para a esquerda (90° no sentido anti-horário) enquanto ainda segura a mulher. Nas contagens 4 e 5, ele conduz a mulher para a frente sobre ele, ou seja, conduz-a firmemente com a mão direita nas costas dela, de modo que ela se desloque e se vire e fique de frente para a direção oposta que ela estava olhando. Ao mesmo tempo, o homem dá outra volta um quarto à esquerda, conforme necessário, para seguir a mulher e encará-la. Ao final do movimento, os dançarinos têm suas posições trocadas. A condução cruzada pode ser feita com uma ou duas mãos, com ou sem giro da mulher nas axilas, ou levando a mulher a fazer um giro livre.

## Do-si-do/ dosado
O Dosado é um movimento circular onde duas pessoas, inicialmente de frente uma para a outra, caminham uma ao redor da outra quase sem virar o tronco, ou seja, sempre de frente para a mesma direção (mesma parede).

## Giro reverso duplo
O giro reverso duplo (double spin) é um giro completo para a esquerda (sentido anti-horário) em um compasso de música. É dançado em valsa, quick-step e tango.

## Enchufla / enchufe
É um movimento de dança comum na salsa, onde os dois parceiros de dança, um de frente para o outro, trocam de posição. Os parceiros de dança mantêm contato com uma ou duas mãos enquanto caminham para girar concentricamente mais de 180 graus em torno do mesmo ponto em direções opostas.

## Feather step =
O feather step (literalmente passo de pena) é uma figura básica no foxtrot do estilo internacional, em que o homem dá três ou quatro passos basicamente para frente, com o terceiro (pé direito) feito por fora da dama (outside).

## Gancho
O gancho descreve certas ações de perna como um gancho em algumas danças da herança latino-americana, no tango argentino, é um movimento brusco quando um dançarino engancha uma perna em volta da perna de um parceiro dobrando o joelho e depois retornando ao solo. na salsa pode ser ação de pé ou ação de braço; geralmente realizada pelo homem, que segura a mão esquerda da senhora com a mão direita aproximadamente na altura dos ombros, os braços unidos dobrados nos cotovelos.

## Grapevine
A grapevine (literalmente videira) é um passo de dança de salão, é uma alternância de segunda e quarta posições dos pés; um pé movendo-se lateralmente em linha reta, o outro pé indo da quarta posição anterior para a posterior, e vice-versa. O passo vai para a direita da mulher (esquerda do homem), sem virar.
Os passos do homem são inversos aos da mulher, ele começando com o pé esquerdo. O passo é executado em posição fechada do casal, e costuma ser executado várias vezes seguidas. A chegada dos pés à quarta posição costuma ser pontuada por uma ligeira inclinação. É utilizado, por exemplo, no foxtrot, polka, Electric Slide e hustle, bem como na aeróbica.

## Heel-turn
O heel-turn (virada de calcanhar) é um movimento de dança de salão, que o giro é feito no calcanhar do pé de apoio enquanto o outro pé é mantido próximo e paralelo ao apoio. No final da volta, o peso é transferido de um pé para o outro.

## Heel-pull
Heel-pull (literalmente puxada de calcanhar) é uma variante da heel-turn (virada de calcanhar), em que os pés são mantidos afastados. Na virada original (heel-turn) o giro é feito no calcanhar de apoio enquanto o outro pé é mantido próximo e paralelo (na variação os pés são mantidos afastados).

## Impulso
O impulso é uma espécie de giro do calcanhar do líder usado nas danças do modo Standard. No caso do impulso aberto, traz o casal de uma posição fechada para a posição de passeio.

## Inside-partner ou Leader’s Inside Turn
O inside-partner é um giro interno na dança executado pelo condutor, dado para a frente no espaço ocupado pelo parceiro, enquanto o parceiro dá um passo para trás. Durante esta etapa, os rastros dos pés de ambos os parceiros se sobrepõem. A trajetória do pé em movimento visualizada como uma trilha imaginária estreita, para frente e para trás do pé, em vez de uma linha. A trilha é determinada por sua orientação atual no chão, que pode ser observada no interior das curvas, onde os pés geralmente apontam em direções diferentes.

## Inside-turn ou Follower’s Inside Turn
O inside turn ou Woman's-left-turn é um giro interno na dança executado pela conduzida, onde o braço do parceiro que faz a volta começa a se mover para o "dentro" do casal (a linha que vai do centro de um parceiro ao centro do outro). Pode ser executado de várias maneiras com diferentes apoios de mão. Em danças como swing e salsa, as viradas internas e externas geralmente se referem às viradas nas axilas feitas pelo conduzido/seguidor; onde o braço direito do seguidor é normalmente usado para liderar uma curva (mais comumente pelo braço esquerdo do líder), uma virada interna (inside) é normalmente um giro à esquerda conduzida  (sentido anti-horário), enquanto uma virada externa (outside) é um giro à direita da conduzida (sentido horário). No entanto, se o braço esquerdo do seguidor for usado para iniciar a curva, a direção pretendida da curva pode ser oposta. Como alternativa, os termos não ambíguos "virar à esquerda" e "virar à direita" podem ser usados.

## Chute
Mover o joelho para cima e chutar rapidamente para baixo com o pé. O tornozelo deve está esticado, ou seja, os dedos dos pés estão apontando para baixo.

## Lock step
O lock-step (passo de bloqueio) são vários passos de dança que envolvem o "travamento" do pé em movimento: onde o pé em movimento se aproxima do pé de apoio, cruza na frente ou atrás dele na direção da abordagem, para perto do pé de apoio, e o peso é totalmente transferido para o pé antes em movimento. É uma variação alternativa de uma ação de chassé que ocorre quando o pé em movimento balança até parar na trilha do outro pé, em vez de fechar próximo a ele. Nas danças latinas, a combinação da posição cruzada e o desvio dos pés significa que o dedo traseiro ficará apontado para o calcanhar do outro pé, enquanto nas danças padrão a falta de desvio significa que os pés ficarão paralelos. No padrão, a ação básica de travamento geralmente é precedida e seguida por uma guia do lado esquerdo. O passo de bloqueio latino é frequentemente apresentado quando o cha-cha é dançado em posição aberta com uma mão.

## Moonwalk
O moonwalk é uma técnica de dança que apresenta a ilusão do dançarino sendo puxado para trás enquanto tenta andar para frente.

## Open turn
O open-turn (literamente curva aberta) ma figura de dança de salão em que, durante o último passo, o pé que se move passa pelo pé de apoio, em vez de se aproximar dele.

## Outside-partner ou Leader’s Outside Turn
O outside-partner é um giro externo na dança executado pelo condutor, dado com o parceiro ao lado do pé em movimento (por exemplo, à esquerda do pé esquerdo em movimento). Durante esta etapa , as trilhas dos pés de ambos os parceiros não se sobrepõem.

## Outside-turn ou Follower’s Outside Turn
O outside-turn é um giro externo na dança executado pela conduzida direcionada "para fora" do centro do indivíduo girando - a terminologia interna e externa não pode ser determinada pela parceria pois a posição se alterna a cada 180 graus de rotação - onde os pontos de conexão e aplicação do lado ativo são consistentes apenas com relação ao eixo de rotação e direção de rotação. uma virada externa (outside) é normalmente um giro à direita (sentido horário), enquanto uma virada interna (inside) é normalmente um giro à esquerda (sentido anti-horário).

## Pirueta
Uma pirueta geralmente significa girar ou girar em um pé enquanto toca a perna em pé com a perna oposta em uma posição dobrada.

## Reverse-turn
O giro reverso é aquela em que o casal dançarino gira para a esquerda (sentido anti-horário).

## Rondé
Uma perna esticada e pé pontudo que desenha um semicírculo no chão. Nas danças de salão, a direção geralmente inicia na frente indo para trás.

## Shorty george
Uma caminhada para a frente com joelhos torcidos originalmente realizada por George Burton.

## Natural spin turn
O giro natural é um movimento comum de giro para a direita (sentido horário), normalmente no padrão internacional da Valsa e no quickstep é usado, por exemplo, em um canto do salão de baile.

## Sprinkler
O aspersor é um movimento de dança que simula o movimento de um aspersor de irrigação de jardim.

## Suzy Q
O Suzy Q é um passo onde os pés executam passos cruzados alternados e passos laterais com ação giratória.

## Tendu
Tendu é um dos passos de dança centrais do balé (junto com plié). Seu nome completo é “battement tendu”, que em portugues significa “batida esticada”; onde as duas pernas do executante estarão sempre esticadas durante a execução, e o pé não sairá do chão, assim a perna de trabalho irá afastar-se da perna de base e depois retornará para a posição inicial. O tendu trabalha todos os músculos/ligamentos, aquecendo o corpo para dançar (força, flexibilidade e, base técnica).

## Time step
O time-step (literalmente passo no tempo) no sapateado, é uma combinação de sapateado rítmico. O termo vem da época dos grandes sapateadores, quando cada dançarino tinha seu próprio time-step distinto, um passo repetitivo usado para informar à banda o andamento necessário, a velocidade do ritmo que o dançarino usa. Etapas de tempo de toque comuns são classificadas como simples, duplas e triplas. O ritmo básico e o tempo permanecem os mesmos, mas o número de sons que acontecem na segunda e na sexta contagem de uma frase de contagem de oito denota simples (geralmente um único passo) duplo (geralmente um flap ou tapa) ou triplo (geralmente shuffle -Passo). Embora essas sejam as etapas de tempo universais, os dançarinos geralmente optam por criar suas próprias etapas de tempo, seguindo o padrão de dois compassos repetidos três vezes com uma pausa de dois compassos.
O time-step é uma figura do estilo internacional do cha-cha-cha.
Em vários ritmos ou danças sociais, o time-step às vezes se refere a passos executados no lugar que marcam o ritmo característico da dança, como por exemplo: "2-3-cha-cha-cha" para o Cha-cha-cha, "1,2,3,4" para pasodoble, "1,2,3,...5,6,7,..." para salsa em um.

## Thunder clap
O thunder-clap é uma forma de dança que incorpora um movimento deslizante com palmas. Para realizar esta dança deve-se levantar uma mão e, em seguida, com a segunda mão encontrar a primeira metade do caminho fazendo um som de palmas; essa mão deve então se estender totalmente, repetido ao ritmo da música.

## Walk / promenade
O walk (em português caminhada) é provavelmente o movimento de dança mais básico, que existe em quase todas os diferentes tipos de danças; ser capaz de andar corretamente é a base da dança de salão. Os passos correspondem aproximadamente a passos normais de caminhada, levando em conta a técnica básica da dança em questão (na dança latina, o dedo do pé atinge o chão primeiro, em vez do calcanhar). Na descrição de dança, o termo andar é geralmente aplicado quando dois ou mais passos são dados na mesma direção. Quando ocorre um único passo, por exemplo se for executado para frente, é chamado analogamente como "passo para frente". Caminhadas curvas são feitas ao longo de uma curva, em vez de uma linha reta. As caminhadas podem ser feitas em várias posições de dança: na posição fechada, de passeio, de sombra, de namorada, etc.

## Whisk
Os vários tipos de whisk (literalmente batedor) são movimentos de dança no padrão internacional e American Smooth. Caracterizam-se pelos parceiros cruzarem as pernas de fora atrás das de dentro, chegando em posição de passeio.

## Asa
A asa é um movimento de valsa e outras danças padrão. Ambos os parceiros dão um passo à frente e, em seguida, a senhora caminha em semicírculo na frente do homem, da direita para a esquerda.